# 松本克也 (モデル)
松本克也（まつもと かつや 1982年8月17日 - ）は日本の俳優、モデル。
兵庫県出身。所属事務所はアートプロダクション。血液型はO型。身長180cm。
特技はダーツ（best780）、テニス（軟式）、殺陣。
趣味は、散歩、読書、筋トレ、カクテル作り、釣り。
紳士服メーカーのモデルを多く務めていることから「スーツ王子」と呼ばれている。

## CM
- ミスタードーナツ「ミスター飲茶」（2009年）
- ライオン「Ban」（2009年）
- SANKYO「FEVER STAR WARS」（2008年）

## 舞台
- ヒ・ト・ミ（劇団Innocent Sphere）紀伊國屋サザンシアター（2009年）
- 東京ガールズコレクション（2009年）

## TV
- ロンドンハーツ（2009年、テレビ朝日）イケメン博09にて

## WEB
- Ameba Studio show

## 雑誌
- FINEBOYS（2004年 - 2006年）
- OZ Wedding
- PINKY
- Seventeen